# Будапештская фондовая биржа
Будапештская фондовая биржа (венг. Budapesti Értéktőzsde) — фондовая биржа в Венгрии. Располагается в Будапеште.

## События
С лета 1932 года по осень 1933 года биржа была закрыта по причине экономического кризиса.